# Analizator elektrostatyczny

Schemat analizatora elektrostatycznego.

Analizator elektrostatyczny – urządzenie służące do wydzielania z wiązki cząstek naładowanych wiązki o określonej energii cząstek. Zwykle umieszczany jest między wylotem rury akceleratora a tarczą. Analizator tworzą dwie płytki kondensatora wygięte w łuk. Przez taki zakrzywiony kondensator przelatują tylko cząstki dla których siła pola elektrycznego w kondensatorze jest siłą dośrodkową. Przy określonym promieniu łuku kondensatora, energię wyjściowej wiązki analizatora (energię cząstek, które mają przechodzić przez analizator) można regulować natężeniem pola elektrycznego:
{\displaystyle E={\frac {2E_{k}}{rq}}}
gdzie: Ek - energia kinetyczna cząstki, E - natężenie pola elektrycznego, r - promień łuku analizatora, q - ładunek cząstki.
Analizator może służyć do pomiaru energii cząstek opuszczających go - gdy znany jest promień analizatora i natężenie pola elektrycznego wewnątrz niego.
Analizator elektrostatyczny jest podstawowym urządzeniem wspomagającym pracę akceleratorów.
Rozdzielczość analizatora elektrostatycznego jest znacznie mniejsza od analizatorów magnetycznych i kwadrupolowych.